# کوین چامبرلین
کوین چامبرلین (انگلیسی: Kevin Chamberlin؛ زادهٔ ۲۵ نوامبر ۱۹۶۳) بازیگر اهل ایالات متحده آمریکا است. وی از سال ۱۹۹۲ میلادی تاکنون مشغول فعالیت بوده‌است.
از فیلم‌ها یا برنامه‌های تلویزیونی که وی در آن نقش داشته است، می‌توان به ترفند، شماره شانس اسلوین، کریسمس در کنار خانواده کرنک، به دست آوردن وودستاک، مظنون شماره صفر و جسی اشاره کرد.